# Nelly (actrice)
Pour les articles homonymes, voir Nelly.
Nelly Artin Kalfayan (arabe : نيلّي آرتين كالفيان ; arménien : Նելլի Արթին Քալֆայան), plus connue sous le seul nom de Nelly et née le 3 janvier 1951 au Caire, est une actrice, chanteuse et danseuse égyptienne,.
En 2021, le 43e Festival international du film du Caire lui a décerné le prix honorifique de la Pyramide d'or pour sa réussite exceptionnelle dans le domaine du cinéma. Elle a joué dans plus de 50 films et séries télévisées.
Elle est la sœur cadette de l'actrice Feyrouz, et la cousine de l'actrice Lebleba, une autre actrice connue du cinéma égyptien, un peu plus âgée qu'elle.

## Biographie
Elle est née le 3 janvier 1951 au Caire dans une famille arménienne,.
Nelly a commencé sa carrière artistique très jeune, à l'âge de 4 ans seulement, et a participé à de nombreux films. Elle a fait montre de son talent artistique en dansant, chantant ou jouant la comédie.
Elle est surtout connue dans le monde arabe pour sa série Fawazir Ramadan (فوازير رمضان), une série d'émissions comiques télévisées avec de nombreuses chansons et numéros de danse.

## Filmographie
- 1945 : Entre deux feux (Bayn narayn) de Gamal Madkoor
- 1953 : L'Abandonnée
- 1955 : Les Oiseaux du paradis
- 1957 : A notre rencontre
- 1958 : Miséricorde du ciel
- 1958 : Plus jamais
- 1964 : Les Deux Adolescents
- 1965 : Je la connaissais bien
- 1965 : Les Mauvais Garçons
- 1965 : Elle et les hommes
- 1966 : La Mort d'Alexandre
- 1966 : La Petite Adolescente
- 1967 : Vacances d'été
- 1967 : Nora
- 1967 : Internat pour filles
- 1968 : Le Charmant Voleur
- 1968 : L'Homme qui perdit son ombre
- 1968 : C'est moi le docteur
- 1968-1975 : Femmes perdues
- 1969 : L'Amour en soixante-dix
- 1969 : Souvenirs d'une nuit d'amour
- 1969 : Frivolité de jeunes filles
- 1969 : Les Secrets des filles
- 1969 : Un seul jour de miel
- 1969 : Epouse sans homme
- 1969 : Bonjour ma femme chérie !
- 1969 : Criminel à l'essai
- 1969 : Non... non... mon amour
- 1970 : Aventure de jeunesse
- 1970 : La Femme de mon mari
- 1971 : Les Démons de la marine
- 1971 : Demain l'amour reviendra
- 1971 : Le Journal de Mademoiselle Manal
- 1971 : Jeunes dans la tempête
- 1971 : La Bande du diable
- 1972 : Les Rois du mal
- 1972 : Filles de nuit
- 1972 : Parole d'honneur
- 1973 : Les Bas-fonds de la ville
- 1973 : La Cité du silence
- 1973 : L'Amour et le silence
- 1973 : Le Mendiant
- 1974 : Mélodie de ma vie
- 1974 : Des filles pour l'amour
- 1974 : Femmes d'hiver
- 1975 : Deux Femmes
- 1975 : La Reine et moi
- 1975 : Une question en amour
- 1975 : La Voleuse
- 1975 : Les Pécheurs
- 1976 : Quatre Sœurs à charge
- 1976 : Les Amoureuses
- 1976 : Interdit pendant la nuit de noces
- 1977 : La souffrance est femme
- 1977 : C'est honteux Loulou... Loulou c'est honteux !
- 1977 : L'Oiseau triste de la nuit
- 1977 : La Jolie Menteuse
- 1977 : Vierge, mais...
- 1978 : Le Péché d'un ange
- 1978 : Le Dernier Aveu
- 1978 : Un moment de faiblesse
- 1978 : Bonjour capitaine
- 1978 : Certains se marient deux fois
- 1978 : Des lèvres qui ignorent le mensonge
- 1979 : L'Amoureuse
- 1980 : Bonjour cher professeur !
- 1980 : Femmes sans chaînes